# Opopaea nibasa
Opopaea nibasa là một loài nhện trong họ Oonopidae.
Loài này thuộc chi Opopaea. Opopaea nibasa được miêu tả năm 2006 bởi Michael Saaristo & van Harten.